# Grevskabet Holsten-Itzehoe
Grevskabet Holsten-Itzehoe var et grevskab, der blev oprettet ved delingen af Grevskabet Holsten mellem de to brødre af Slægten Schauenburg Gerhard og Johan i 1261. Ved delingen fik Gerhard 1. af Holsten Itzehoe med Stormarn, Plön samt stamlandet Grevskabet Schauenburg.
Gerhard var den eneste greve i grevskabets eksistenstid. Da han døde i 1290, blev grevskabet delt mellem hans tre sønner i tre nye grevskaber: Holsten-Rendsborg, Holsten-Plön og Holsten-Pinneberg.